# Вулиця Гетьмана Мазепи (Ромни)
 Вулиця Гетьмана Мазепи  — одна з вулиць міста Ромни Сумської області, розташована в центральній частині біля паркової зони. Названа на честь гетьмана Війська Запорізького Івана Мазепи. Пролягає від вулиці Горького до вулиці Гостиннодвірської. Довжина вулиці 390 м. До перейменування у 2009 році мала назву — вулиця Урицького, на честь російського революціонера Мойсея Урицького.

## Історія
Назва вулиці іменем гетьмана Мазепи пов'язана з перебуванням тут Івана Мазепи за часів Великої Північної війни. Восени 1708 року, коли союзне українсько-шведське військо підійшло до Ромнів, мешканці надали для армії квартири, запаси продовольства, фуражу, зброї та пороху. Протягом листопада-грудня 1708 року тут перебувала офіційна штаб-квартира короля Карла XII. Згодом, за надану допомогу Мазепі та Карлу XII, жителі міста Ромни були вирізані московськими військами, які 18 грудня 1708 захопили місто.

## Галерея

Світлини вулиці Гетьмана Мазепи в Ромнах
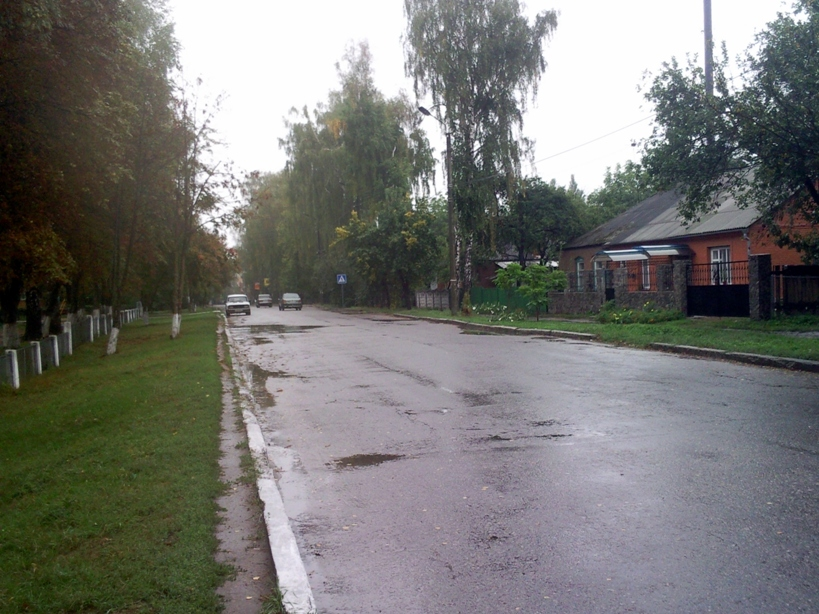
Панорама Вулиці Гетьмана Мазепи в Ромнах
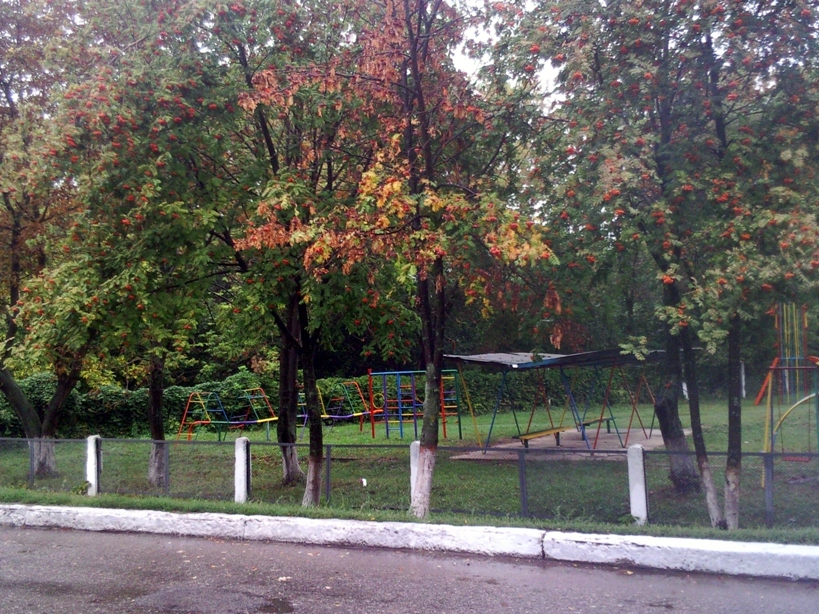
Вид на паркову зону Вулиці Гетьмана Мазепи в Ромнах
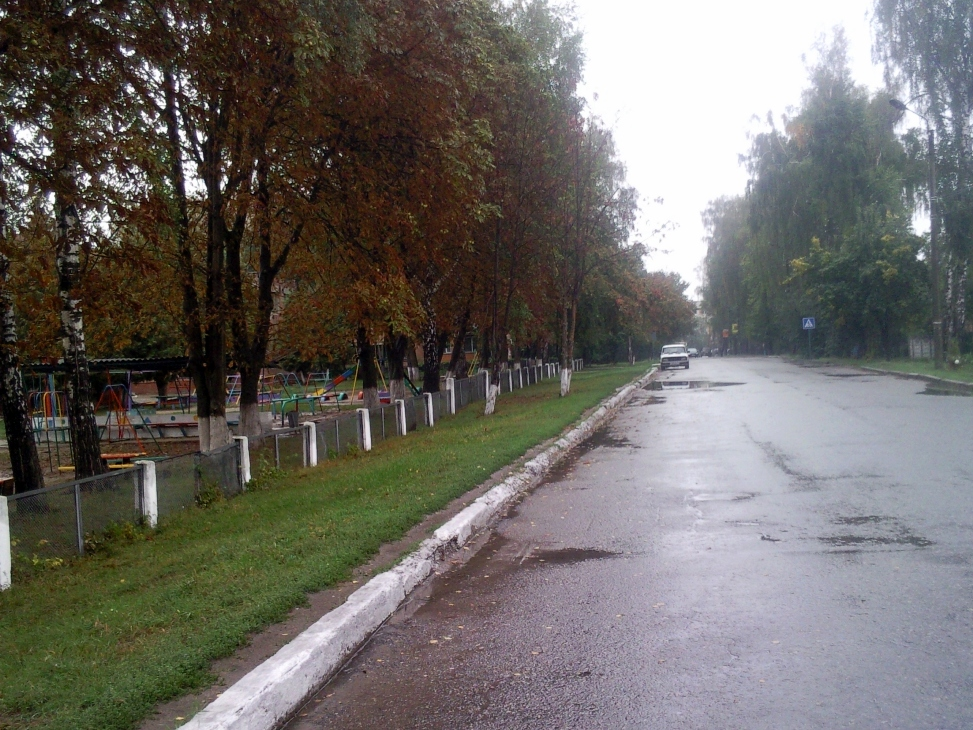
Вулиця Гетьмана Мазепи в Ромнах
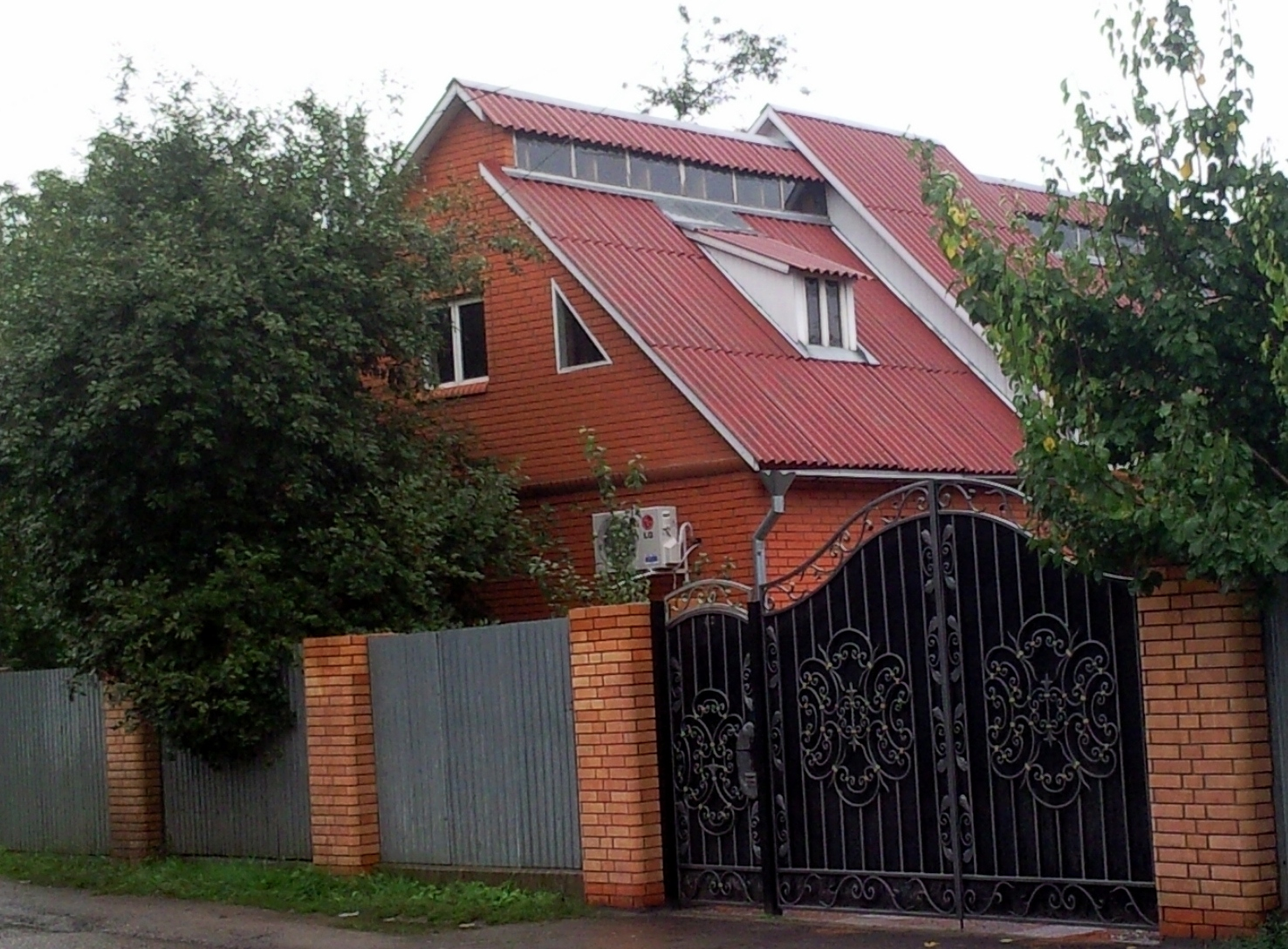
Будинок на Вулиці Гетьмана Мазепи в Ромнах